# پیتر ویتوسک
پیتر ویتوسک (انگلیسی: Peter Vitousek؛ زادهٔ ۲۴ ژانویهٔ ۱۹۴۹) بوم‌شناس، پژوهشگر، دانشگاهی، و استاد دانشگاه اهل ایالات متحده آمریکا است.
وی همچنین برندهٔ جوایزی همچون جایزه ژاپن شده‌است.